# كيلا كينيدي
كيلا كينيدي (بالإنجليزية: Kyla Kenedy)‏ (مواليد 4 فبراير 2003 في كارولاينا الجنوبية)، هي ممثلة أمريكية بدأت مسيرتها الفنية سنة 2011. اشتهرت بتمثيلها بمسلسل الموتى السائرون على قناة إيه إم سي

## أعمالها

### الأفلام
- ورق الحائط الأصفر (2012)
- المهرجون الثلاثة (2012)

### المسلسلات
- سي اس آي: التحقيق في موقع الجريمة (2011، حلقة واحدة)
- الموتى السائرون (2013 - 2015)

## وصلات خارجية
- كيلا كينيدي على موقع IMDb (الإنجليزية)
- كيلا كينيدي على موقع ألو سيني (الفرنسية)
- كيلا كينيدي على موقع أول موفي (الإنجليزية)
- كيلا كينيدي على موقع قاعدة بيانات الفيلم (الإنجليزية)
- كيلا كينيدي على موقع كينوبويسك (الروسية)